# Lányi Antal
Lányi Antal (Budapest, 1886. december 27. – Baden, 1926. április 21.) magyar hivatásos katona, repülőkonstruktőr és pilóta.

## Életpálya

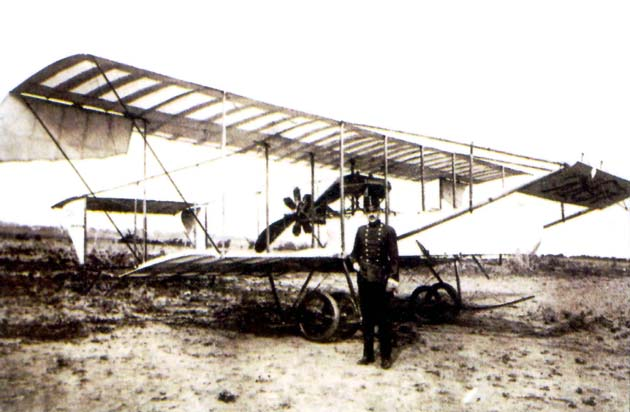
Lányi Antal Farman III. biplánjával (a Balatont egy Bleriot XI.-es géppel repülte át)

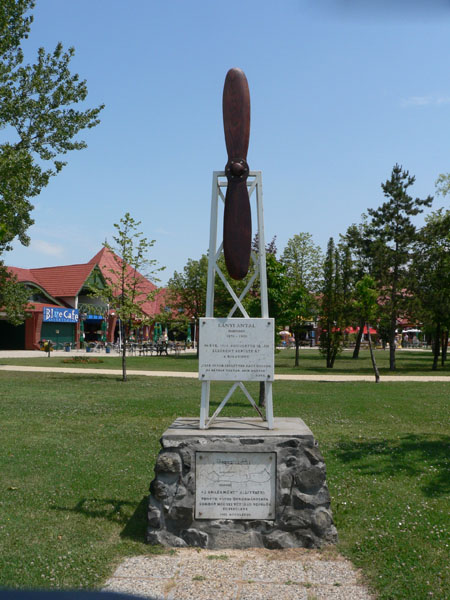
Lányi Antal emlékműve a fonyódi kikötőben

A magyar motoros repülés a Rákosmezőn indult meg. Elsők között telepedett meg a fa hangárvárosba. A magyar aviatikusok oszlopos tervezője és pilótája volt.
A család eredeti neve Lanczendorfer volt. A Lányi név felvételének időpontja ismeretlen. 1886. évi születési anyakönyvi kivonatában apja Lanczendorfer Antal. 1914. évi K.u.K. katonai nyilvántartási lapján neve Anton Lányi-Lanczendorfer, 1918-ban született fiának anyakönyvi kivonatán neve Lanczendorfer Antal, 1920. évi nyomozati aktáiban neve Lányi Lanczendorfer Antal. Unokája, az Ausztráliában élő Harris Ilona születési anyakönyvi kivonatában Lányi-Lanczendorfer Ilona név szerepel.
Apja lakatos volt. Szülei elhagyták Budapestet és Nagyváradon telepedtek le, ahol üvegipari üzemet létesítettek. Fiukat hadapród iskolába küldték, ahol 1906-ban avatták hadapród tiszthelyettessé, 1908-ban hadnaggyá nevezték ki. 1909-ben szolgálatteljesítés közben olyan súlyosan megsérült, hogy az orvosi felülvizsgálat alapján 1910. január 1-jével mint rokkant, népfelkelési fegyveres szolgálatra is alkalmatlant két évi időtartamra ideiglenes nyugállományba helyezték. Visszatért Nagyváradra és korábbi érdeklődését követve behatóbban foglalkozni kezdett az aviatikával.
Nagyvárad azokban az években az iskolákban támogatta a kutatásokat, ilyen természetű versenyeket rendeztek. Ebben a légkörben talált magára Lányi és még 1909-ben készített egy kétfedelű siklógépet, amivel 1910. augusztus 9-én a Bóné kútnál 30 m-es siklást ért el. 1911-ben megépített egy 24 LE-s Delfoss motorral felszerelt, 9 m fesztávolságú kétfedelű repülőgépet. Evvel Nagyváradon és Debrecenben is sikeres repülő bemutatókat tartott.
Ugyanebben az évben ezt a repülőgépet felhozta Budapestre és csatlakozott a rákosmezei közösséghez. Itt gépével folytatta sikeres repülési kísérleteit és bemutatóit. Rövidesen az Aero Rt. pilótája lett és a cég Bleriot-XI típusú gépével Budapesten és vidéken is tartott bemutatókat. Ezzel a géppel tanult meg repülni.
Lányi volt az első magyar pilóta, aki egy Blériot XI típusú egyfedelű géppel 1911. augusztus 27-én a viharos időjárás miatt előbb körbe repülte a Badacsonyt, majd leszállt. Másnap, augusztus 28-án 150 méter magasan átrepülte a Balatont, Badacsony és Fonyód között. A távolságot 7 perc alatt repülte meg.

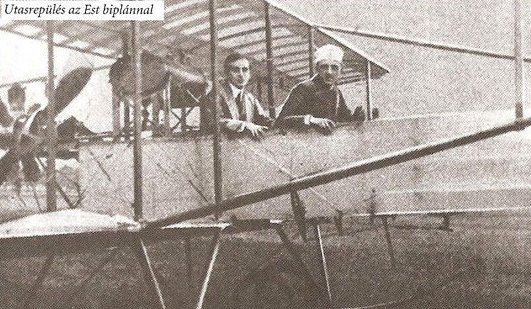
Lányi Antal 1913-ban az "Est" gépén. Az első magyar pilóta Rákoshegyen, aki utasokat is repültetett.

Lányi Antal az 1911. augusztus 3-án megalakult Magyar Pilóták Szövetségének egyik alapító tagja, majd elnöke volt.
1912-ben tervezte a harmadik, utolsó gépét Rákosmezőn. 1912-ben megvásárolta Kutassy Ágoston Farman gépét, abból egy kétüléses megfigyelő hadi biplánt (dupla szárnyú repülőgép) alakított. Új szárnymerevítésével, kétüléses zárt törzsével, 50 lóerős Gnôme motorjával jelentősen eltért az eredeti állapottól. A repülőgép építési költségeit Az Est lapok támogatták. A törzs oldalára festett "Az Est" feliratú géppel a napilap számára hajtott végre országszerte reklámrepüléseket. A gépet anyagi nehézségek miatt 1913-ban eladta Almásy Lászlónak.
1912 nyarán Lányi saját kétfedelűjével tartott bemutatókat Nagyváradon és Debrecenben. Ezek során Debrecenből Nagyváradra akart repülni, de motorhiba miatt 50 km megtétele után kényszerleszállást hajtott végre Szalárdon.
Lányi Antal volt az első Magyarországon, aki utast vitt megával repülőgépén. 1912. augusztus első hétvégéjén a Rákosmezőn tartott repülőbemutatón "Az Est" gépére vett fel utast és kétszer körberepülte a teret.
Evvel a géppel 1912. december 27-én Nagyváradon Szücs Sándor és Székely Sándor vizsgabiztosok jelenlétében tette le pilótavizsgáját. Pilótaigazolványának száma: MAeC 4.
1913. január 2-án délelőtt Nagyváradról Szilasra repült 23 km-t téve meg, majd délután visszarepült Nagyváradra. Az év folyamán további bemutatókat tartott. Többek között bemutatók tartására Nagyváradról Nagyszalontára, onnan Gyulára, majd Orosházára repült. Az augusztus 20-án rendezett versenyen megnyerte a leszállási versenyt és elért eredményeiért összesen 1200 korona díjazásban részesült. 1913. december 6-án belépett a Magyar Aero Clubba. 1914-ben szép eredményekkel vett részt az augusztus 20-i, Pöstyénben rendezett versenyen.
Az első világháború kitörésekor visszatért az aktív állományba és a háború első évében a Belgrád térségében bevetett 15. század felderítési jelentéseiben szerepel a neve. 1915. februárjában kapta meg a 'Tábori Pilóta' jelvényt, amit 10 bevetés után adtak ki. Ugyanebben az évben november 1-én léptették elő főhadnaggyá. Nem ismeretes, hogy meddig szolgált a fronton, de a 'Személyzeti Közlöny' 1915 évi 123-as száma szerint megkapta a 'III. osztályú Katonai Szolgálat Érmet a Háborús Koszorúval'.
1916-ban már az aszódi Lloyd Repülőgép és Motorgyár Rt. Berepülő pilótájaként merül fel a neve. A gyárban készült hatalmas háromfedelű, hárommotoros, Lloyd 40.08 típusjelű 'Luftkreuzer' nevű bombázógép berepülésére őt jelölték ki. A gép számos tervezési hibával rendelkezett és az 1916 június 8-án elkészült gépet a földi próbák után áttervezték és átépítették az észlelt súlypont problémák miatt. Az átépítés része egy orrkerék beépítése is volt az orra bukás megakadályozására. A berepülést 1916 októberében kezdte meg Lányi, de nincs arra vonatkozó bizonyíték, hogy a gép el tudott-e elemelkedni. November elején a megrendelő Fliegerarsenal a bombateher csökkentése mellett döntött. A fejlesztés lassan haladt. A gépet kiszállították Aspernbe és ott folytak vele a további próbák. Amikor 1917 márciusában a Lloyd újabb módosításra kért engedélyt, azt megtagadták és a munkát leállították. A gép végül egy roncstemetőben végezte.
1917. október 14-én feleségül vette Spielmann Idát. A házasságból 1918. április 23-án fiúgyermek született, aki szintén az Antal nevet kapta.
1918. február 2.-án léptették elő századossá.
A Tanácsköztársaság 1919. márciusi kikiáltása után sok első világháborús pilóta csatlakozott a Tanácsköztársaság Légjáró Csapatához, hogy küzdjenek az országba behatoló kis-antant országok csapatai ellen. Lányi a Tanácsköztársaság kikiáltásának idején a Magyar Pilóták Szövetségének elnöke volt és 1919. július 12-én a közgyűlés ismét annak elnökévé választotta. E mellett a szövetség hivatalos lapja, az 'AVIATIKA', 'Aeropolitika' rovatának volt a rovatvezetője. A lap 1919 elején indult és a Tanácsköztársaság ideje alatt első száma március 25-én jelent meg.
Lányi elnöki és rovatvezetői minőségben tevékenykedett a Tanácsköztársaság alatt, a harcoló alakulatokban neve nem szerepel. Részt vett több légi bemutatón így emlékezetes volt az április 23-i tömegfelvonulás alkalmával az Andrássy út felett alacsonyan végrehajtott repülése. A Tanácsköztársaság bukása után Lányi a Budapest felé nyomuló románok elől feleségével és gyermekével egy repülőgéppel Ausztriába, Aspernbe repült. Ez az ellene indított bűnvádi eljárás kapcsán derült ki.
A nyomozás Lányi ellen a Kereskedelemügyi Minisztérium 72408/1919. számú feljelentése alapján indult meg. Ebben lopással és kommunista bűncselekménnyel vádolták meg Lányit. A budapesti királyi ügyészség 2491/1920. számú és 1920. március 25-i keltű levele szerint az ügyészség kihallgatta Lányit, aki közölte, hogy ő nem lopta el a gépet, hanem a románok elől menekülve repült Aspernbe és ott a gépet a repülőtér parancsnokságának adta át. Azt ott zár alá helyezték és onnan a magyar hatóságok bármikor visszahozhatják Magyarországra. Az ügyészség ebben a budapesti államrendőrség politikai osztályának címzett levélben felvilágosítást kért, hogy miféle kommunista bűncselekmény terheli Lányi Antalt.
A válasz nem ismeretes, de az ügyészségnek a budapesti államrendőrség politikai osztályához címzett 76595 számú és 1920. augusztus 6-i keltű levelében az ügyész a rendőrségtől az AVIATIKA folyóirat 1919. április 10-én megjelent 4-ik és az április 20-án megjelent 5-ik számainak beszerzését kérte.
Lányi Antal ellen lopás és izgatás bűntettében a 4039/1919 M. E. számú rendelet alapján nyomozást rendeltek el. Az ügyben eljáró ügyész 1920. november 18-i keltű átiratában tájékoztatja a budapesti büntető törvényszéket, hogy a szökésben lévő Lányi (Lanczendorfer) Antal ellen teljesített nyomozás során a rendelet 470 §-a alapján kibocsátott egy nyomozó levelet [lásd 5. ábrát] és a rendelet 472 §-ában előírt bizonyítékokat megszerezte. Az ügyész egyúttal javasolta, hogy a vádlott kézre kerítéséig a rendelet 472 §-a negyedik bekezdése alapján az eljárást szüntessék meg.
Az 1920. november 8-i keltű és 111549/1920 számú Nyomozó Levélben értesítik az összes érintett hatóságot, hogy a Lányi (Lanczendorfer) Antal pilóta százados ellen lopás és izgatás büntette miatt nyomoznak és felkérnek minden érintett hatóságot, hogy ők is nyomoztassanak utána, feltalálása és kézre kerítése esetén pedig adják át a királyi ügyészségnek.
A nyomozó levélben az alábbi személyleírás szerepel:
- Származása: Budapest
- Utolsó ismert tartózkodási helye: Budapest
- Életkora: 34 év
- Vallása: római katolikus
- Nagysága: 170 cm
- Haja: fekete
- Szemei: szürkék
- Orra: egyenes
- Testalkata: kissé hajlott
- Bajusza: vágott fekete
- Nyelvismerete: magyar, német
- Ruházata: lovagló zöld nadrág, sapka

Az eljárást a Budapesti Királyi Büntető Törvényszék Bk 13247/1920. számú végzésében a terhelt előállításáig megszüntette. 1934 március 16-án elévülés miatt a Lányi (Lanczendorfer) Antal ellen kiadott Nyomozó Levelet visszavonták.
Lányi 1919. augusztus 2-án vagy 3-án menekült el Budapestről repülőgéppel. Augusztus 3-án hatolt be az első román egység Budapestre és 4-én foglalták el teljesen a várost. A románok 1920. márciusában hagyták el az országot. Lányi a románok kivonulása után, március közepe táján visszatért Magyarországra. 1920. nyár folyamán hagyta el ismét Magyarországot.
Lányi Antalt a Magyar Aero Club másokkal együtt 1920-ban kizárta soraiból.
Lányi Antal ausztriai sorsáról csak annyi ismert, hogy 1926. április 21-én tüdőbajban halt meg Badenben. Ezt a tényt a Badeni, a St Stephan plébániában jegyezték be. Badenben a St Stephan templom temetőjében temették el.

## Szakmai sikerek
A fonyódi kikötőben álló emlékmű méltóképpen szimbolizálja repülő nagyságát, magyarságát, bátorságát!